# Shenzhou 15
Shenzhou 15 foi um voo espacial chinês com lançamento ocorrido no dia 29 de novembro de 2022. Foi o décimo voo tripulado chinês e o décimo quinto voo do Programa Shenzhou. Também foi o quarto voo tripulado à Estação Espacial Tiangong, para o estágio final de sua construção e o início da rotação regular de tripulantes na EET.

## Tripulação
A tripulação com um veterano e dois novatos foi anunciada no dia 28 de novembro de 2022. Deng Qingming esperou 24 anos antes de voar e, tendo uma idade média de 50 anos, esta é a tripulação mais idosa até o momento.
Principal
| Posição    | Taikonauta    |
| ---------- | ------------- |
| Comandante | Fei Junlong   |
| Operador 1 | Deng Qingming |
| Operador 2 | Zhang Lu      |

## Lançamento
O lançamento ocorreu de forma bem sucedida no dia 29 de novembro de 2022, as 15:08:14 UTC. A tripulação acoplou no mesmo dia, aumentando para seis o número de tripulantes na estação. A missão chegou ao fim no dia 3 de junho de 2023.